# Lerné
Lerné é uma comuna francesa na região administrativa do Centro, no departamento Indre-et-Loire. Estende-se por uma área de 16,5 km². Em 2010 a comuna tinha 319 habitantes (densidade: 19,3 hab./km²).